# スピーニョ・サトゥルニア
スピーニョ・サトゥルニア（伊: Spigno Saturnia）は、イタリア共和国ラツィオ州ラティーナ県にある、人口約2,900人の基礎自治体（コムーネ）。

## 地理

### 位置・広がり

#### 隣接コムーネ
隣接するコムーネは以下の通り。括弧内のFRはフロジノーネ県所属を示す。
- アウゾーニア (FR)
- コレーノ・アウゾーニオ (FR)
- エスペーリア (FR)
- フォルミア
- ミントゥルノ

### 気候分類・地震分類
スピーニョ・サトゥルニアにおけるイタリアの気候分類 (it) および度日は、zona C, 1017 GGである。
また、イタリアの地震リスク階級 (it) では、zona 3A (sismicità bassa) に分類される。

## 行政

### 山岳部共同体
- 広域行政組織である山岳部共同体（イタリア語版）「モンティ・アウルンチ山岳部共同体」 (it:Comunità montana dei Monti Aurunci) （事務所所在地: スピーニョ・サトゥルニア）に属する。

### 分離集落
スピーニョ・サトゥルニアには、以下の分離集落（フラツィオーネ）がある。
- Campodivivo, Santo Stefano, Piscinola, Capodacqua